# Todos ustedes, zombis
"—Todos vosotros, zombis—" es una historia corta de ciencia ficción escrita por Robert A. Heinlein. Fue escrita en un solo día, el 11 de julio de 1958, y publicado por primera vez en The Magazine of Fantasy & Science Fiction en su edición de marzo de 1959, después de ser rechazada por Playboy.
La historia consiste en una serie de paradojas causadas por el viaje en el tiempo. En 1980, fue nominada para recibir un Premio Balrog en la categoría de ficción corta.
—Todos vosotros, zombies— desarrolla varios temas que el autor había explorado en un trabajo anterior: Por sus propios medios, publicado 18 años antes. Algunos de los mismos elementos aparecen más tarde en El gato que atraviesa las paredes (1985), incluyendo el Círculo del Uróboros y Cuerpo Temporal.

## Sinopsis
—Todos vosotros, zombies— narra la crónica de un hombre joven (que más tarde se revela ser intersexual) que viaja en el tiempo hacia el pasado y es engañado para fecundar a su yo joven femenina (antes de que someterse a una cirugía de reasignación de sexo); por lo tanto resulta ser la descendencia de dicha unión, con el resultado paradójico de que él es su propio padre y madre. A medida que la historia se desarrolla, se revela que todos los personajes principales son la misma persona, en etapas distintas de su vida.

### Orden narrativo de los acontecimientos
La historia involucra una compleja serie de viajes a través del tiempo. Comienza con un joven que habla con el narrador, el camarero, en 1970. Los dos entablan conversación y se entienden entre sí, ya que ambos son hijos de padres que no están casados. El camarero comenta que nadie en su familia se casa nunca, incluyéndose él mismo. Lleva un anillo de Uróbouros. El joven se hace llamar la Madre Soltera, porque escribe historias para revistas confesionales, muchas de las cuales están escritas presuntamente desde el punto de vista de una madre soltera.
Engatusado por el camarero, la Madre Soltera explica por qué él comprende tan bien el punto de vista femenino: nació como una niña, en 1945, y se crio en un orfanato. A pesar de ser una adolescente bastante fea en 1963, fue seducida, fecundada, y abandonada por un hombre mayor. Durante el nacimiento de su hija, los médicos descubrieron que era intersexual, poseyendo órganos sexuales masculinos internos, así como órganos sexuales femeninos. Las complicaciones durante el parto dejaron los órganos femeninos inviables y ello obligó a los médicos a efectuar una cirugía de reasignación de sexo. El bebé fue secuestrado por un misterioso hombre mayor, y no lo volvió a ver. La Madre Soltera, entonces, tuvo que adaptarse a la vida como hombre, a pesar de que su crianza como mujer lo dejó descalificado para trabajos "de hombres"; su plan original había sido ir al espacio como trabajadora sexual para obreros y colonos. En su lugar, usó sus habilidades de secretaria para redactar y escribir manuscritos.
Profesándole simpatía, el camarero le ofrece llevarlo hasta el individuo que la sedujo y abandonó, ya que la Madre Soltera desea vengarse de él. El camarero lo guía a un cuarto en la parte posterior del bar, donde usa una máquina del tiempo para llevarlos a 1963, donde deja al joven. El camarero de nuevo viaja once meses al futuro y secuestra a un bebé recién nacido, llevándoselo a 1945 y dejándolo en un orfanato. Él vuelve a 1963, y recoge a la Madre Soltera, que instintivamente atraído hacia su yo mujer más joven , la ha seducido y dejado embarazada. El camarero le anima a conectar los puntos, y a darse cuenta de que el seductor, la joven mujer, el bebé y el viajero del tiempo son todos él mismo.
El camarero deja a la Madre Soltera en un puesto de avanzada de la Agencia Temporal, un cuerpo policiaco secreto que viaja en el tiempo para manipular eventos históricos, para proteger a la especie humana. Se ha creado y reclutado a sí mismo.
Finalmente regresa a 1970, llegando poco tiempo después de su salida del bar. Él permite que un cliente toque la canción I'm My Own Grandpa ("Yo soy mi propio abuelo") en la sinfonola, después de haberle gritado al mismo cliente justo antes de dejar el bar. Después de cerrar el bar, viaja de nuevo en el tiempo hacia su base. Mientras se acuesta para tomar un merecido descanso, contempla la cicatriz que le dejó la cesárea que sufrió cuando dio luz a su hija, padre, madre e historia entera. Finalmente reflexiona, "Sé de dónde vengo yo—pero ¿de dónde venís todos vosotros, zombies?"

### Título
El título original de la historia en inglés ("—All You Zombies—") que incluye las comillas y guiones, en realidad es la cita de una frase casi al final de la historia misma (en inglés la frase está tomada de la mitad de la oración y por lo tanto los guiones indican que hay texto editado antes y después del título).

### Orden cronológico de los acontecimientos
Ya que la historia se relata desde un punto de vista inconexo, referenciado por otros puntos posteriores,. esta es la historia cronológica de "Jane", de acuerdo a la historia, aunque la historia misma es un ejemplo clásico de una paradoja temporal.
- El 20 de septiembre de 1945, el camarero deja a la bebé Jane en un orfanato donde se cría. Ella sueña con unirse a una de las "organizaciones de confort" que se dedican a los servicios R&R (descanso y recuperación) para los astronautas.
- Casi 18 años después, el hombre que se llama a sí mismo "la Madre Soltera" es dejado por el camarero el 3 de abril de 1963. Él se encuentra con la joven Jane de 17 años (quien es intersexual), y después de algunas semanas de citas la seduce. Desde el punto de vista de Jane, él desaparece; en realidad ha sido recuperado por el camarero, quien lo lleva a 1985.
- Jane se queda embarazada. Después de dar a luz por medio de una cesárea, se descubre que ella es un "hermafrodita verdadero" que ha sido severamente dañada por el embarazo y el parto; al despertar se entera de que ella ha sido sujeta (sin su consentimiento) a un "cambio de sexo", que reasigna su sexo a masculino.
- El 10 de marzo de 1964, el camarero secuestra al bebé y se lo lleva hacia el pasado en el orfanato. Jane, ahora como hombre, trabaja como taquígrafo y después como escritor. Siempre que alguien le pregunta sobre su ocupación, él responde, truculentamente, "yo soy una madre soltera—a cuatro centavos de dólar por palabra. Escribo historias confesionales". Él frecuenta y se hace un cliente regular en el bar donde trabaja el camarero, narrador de la historia.
- El 7 de noviembre de 1970, el camarero conoce a la Madre Soltera, lo lleva a la parte de atrás del bar, y de vuelta a 1963 para "encontrar" al hombre que la dejó embarazada. El camarero vuelve a su bar, segundos después de entrar en el cuarto de atrás, y le grita a un cliente que toca I'm My Own Grandpa en la sinfonola. Desde su propio punto de vista, ha llevado a cabo la misión de asegurar su propia existencia.
- El 12 de agosto de 1985, el camarero trae a la Madre Soltera de 1970, directamente después de su breve visita en 1963, a la base en las Montañas Rocosas y lo enlista en la Agencia Temporal.
- El 12 de enero de 1993, el camarero que también es Jane/madre/padre/Madre Soltera, vuelve a su base desde 1970 a pensar sobre su vida.

## Recepción
El filósofo David Lewis considera a Todos vosotros, zombies y Por sus propios medios como ejemplos de historias de viajes en el tiempo "perfectamente compatibles".

## Adaptación cinematográfica
Los hermanos Spierig dirigieron la película de ciencia ficción australiana Predestination (2014), basada en la historia y protagonizada por Ethan Hawke y Sarah Snook.

### Otras historias sobre descender de uno mismo
- Rant: la vida de un asesino

### En televisión
- "Ouroboros" (episodio de Enano Rojo)
- "Roswell That Ends Well" (episodio de Futurama)